# Muhammad Alí Džafarí
Generálmajor Muhammad Alí Džafarí (persky محمدعلی جعفری, nazývaný též Azíz Džafarí nebo Alí Džafarí; * 11. listopadu 1957 Jazd, Írán) je velitelem Íránských revolučních gard. Oficiálně ho do funkce uvedl duchovní vůdce ájatolláh Alí Chameneí 1. září 2007 a Džafarí tak nahradil Jahju Rahíma Safávího, který gardám velel deset let.

## Životopis
Džafarí nastoupil v roce 1977 na Teheránskou univerzitu, kde začal studovat architekturu. Během islámské revoluce se připojil k islamistům ve studentském hnutí a aktivně se zúčastnil demonstrací proti režimu šáha Muhammada Rezy Pahlavího. Byl několikrát zatčen, vyslýchán příslušníky tajné policie SAVAK a mučen.
Po vítězství revoluce, kdy byl novým režimem propuštěn, se připojil ke skupince fundamentalistů, která 444 dní zadržovala část personálu amerického velvyslanectví v Teheránu. V září 1980, na počátku války s Irákem, se přihlásil jako dobrovolník na frontu a působil pak v milicích Basídž, odkud přešel v roce 1981 do Íránských revolučních gard. Zde udělal díky svému vojenskému talentu a osobní statečnosti rychlou kariéru.
Po skončení íránsko-irácké války dokončil Džafarí nejprve studium architektury, které musel na dlouhé roky přerušit, své funkce v gardách však vykonával i během působení na univerzitě. V roce 2005 založil „strategické centrum“ pozemních jednotek gardistů, jimž od počátku devadesátých let i velel (centrum se nazývá Saralláh). Muhammad Alí Džafarí je považován za zastánce tvrdé linie uvnitř revolučních gard.